# SC 1000

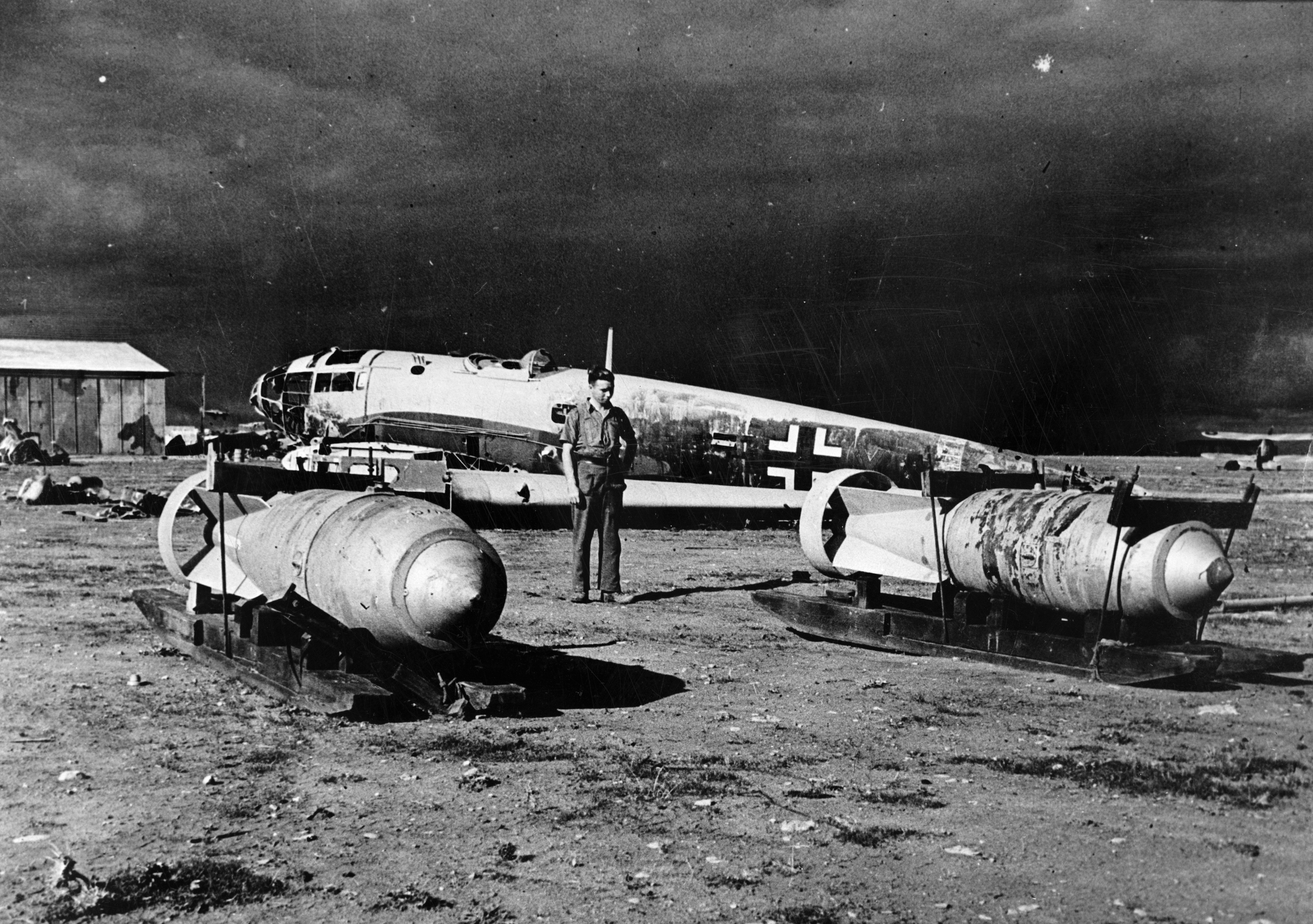
En 1943 dans le désert de Benghazi en Libye, deux SC 1000 photographiées devant l'épave d'un He 111.

La SC 1000 était une bombe aérienne tout usage utilisée par la Luftwaffe lors de la Seconde Guerre mondiale. Elle pesait environ 1 000 kg et était surnommée Hermann par les soldats britanniques en allusion à Hermann Göring, commandant de la Luftwaffe,. Plusieurs d'entre elles furent larguées au-dessus du Royaume-Uni.
SC est l'abréviation de l'expression allemande Sprengbombe Cylindrisch : « bombe détonnante cylindrique ».

## Conception
La bombe était composée d'un corps d'acier autour duquel un cône pointu était soudé. L'autre extrémité avait comme base une plaque, sur laquelle la queue en d'alliage de magnésium était soudée sur le corps de la bombe et également boulonnée à l'attelle de fixation. Autour du nez de la bombe se trouvait un kopfring - un anneau de métal, de forme triangulaire, conçu pour empêcher la pénétration au sol lors d'une frappe aérienne terrestre ou pour stopper l'élan vers l'avant lors d'une frappe navale. La bombe était attachée à l'avion horizontalement par une poignée de suspension de type H. 
La bombe était équipée d'une seule poche de détonation transversale. Elle était habituellement remplie d'un mélange de 40 % d'amatol et de 60 % de TNT, mais lorsqu'elle était utilisée comme bombe anti-navire, elle était remplie de Trialen 105, un mélange de 15 % de RDX, de 70 % de TNT et de 15 % de poudre d'aluminium. Un tube explosif central de TNT était placé au centre de l'explosif afin d'assurer une détonation optimale.
Les bombes étaient peintes en bleu ciel avec une bande jaune dans le cône de queue, à moins qu'elles ne soient remplies de Trialen (et donc utilisées lors de frappes navales), auquel cas la silhouette d'un navire en train de couler était peinte en jaune accompagné d'une inscription située sur le boîtier de la bombe nur gegen handelschiffe ("seulement contre les navires marchands").

### Variantes
Il existait trois variantes de cette bombe, désignées type C, L et L2, toutes de la même conception, mais avec de légères variations au niveau de la taille et du poids.

## Détonateur
La bombe pouvait être équipée d'une variété de détonateurs comprenant :
- Un détonateur à impact électrique de type 25B. Pouvait être réglé pour une détonation instantanée, un délai court (inférieur à 1 seconde) ou un délai de 17 secondes[5].
- Un détonateur mécanique à horloge de type Z17. Pouvait être réglé pour une détonation à retardement entre 3 et 135 minutes[6].
- Un détonateur à impact électrique de type 28B, 38 et 38A, conçus pour être utilisés contre les navires[7].

## Découvertes d'après-guerre

### Londres, 2008
Au début de juin 2008, une bombe SC 1000 a été draguée hors de la rivière Lea, à Londres. La bombe a été désamorcée et l'explosif a été liquéfié et pompé à l'aide de vapeur par des agents de neutralisation des Royal Engineers avant d'être détruite dans une explosion contrôlée, cinq jours plus tard,.

### Szczecin, 2013
En juin 2013, une bombe SC 1000 a été draguée hors de l'Oder dans le centre de Szczecin, en Pologne. La zone a été évacuée tandis que la bombe fut extraite de la rivière par des ingénieurs militaires, puis emmenée en convoi vers une base d'entraînement de l'armée près de Drawsko Pomorskie afin d'être détruite dans une explosion contrôlée,.

### Belgrade, 2013
Au début de décembre, une bombe SC 1000 a été récupérée dans la ville de Belgrade. La zone a été évacuée tandis que la bombe a été levée par des ingénieurs du Secteur des Situations d'Urgences du Ministère de l'Intérieur, puis emmenée en convoi dans une base d'entraînement de l'armée à Nikinci afin d'être détruite dans une explosion contrôlée.